# Бак Адамс
Бак Адамс (англ. Buck Adams; при рождении Чарльз Стивен Аллен (англ. Charles Stephen Allen); 11 ноября 1955, Лос-Анджелес, — 28 октября 2008, там же) — американский порноактёр и режиссёр.

## Биография
В 1981 году начал карьеру боксёра во втором полусреднем весе. Параллельно подрабатывал вышибалой, а в 1984 году его сестра, порноактриса Эмбер Линн, привела Чарльза на съёмочную площадку, скрыв их родство. Чарльз взял себе псевдоним «Бак Адамс», и вскоре порно стало основной сферой его профессиональной деятельности. В 1988 году он дебютировал как режиссёр, а в следующем году завершил выступления на ринге.
Адамс долго страдал алкогольной и наркотической зависимостью, но преодолел её благодаря организации «Анонимные алкоголики».
Некоторое время он был женат на порноактрисе Джанет Литтлдав, от которой у Адамса родилась дочь.
В 90-х годах перенёс несколько сердечных приступов.
Адамс умер 28 октября 2008 года от осложнений, вызванных сердечной недостаточностью, в лос-анджелесской больнице «Northridge Hospital Medical Center» в присутствии дочери Кристы, Эмбер Линн и своего ближайшего друга Гарольда Дженкинса. Незадолго до смерти он построил студию, где намеревался производить интернет-видео.
Всего за свою карьеру Адамс снялся в 700 порнофильмах и поставил 83 (включая компиляции).
Член Залов славы AVN и XRCO.

## Избранная фильмография

### Актер
- 1984. Body Shop.
- 1985. Amber Aroused.
- 1985. Marilyn Chambers' Private Fantasies 4.
- 1986. Down and Dirty in Beverly Hills.
- 1986. Mouth Watering.
- 1986. Rockey X.
- 1987. Raw Talent 2.
- 1991. Bite!
- 1991. Roxy.
- 1994. No Motive.
- 2005. Uncle Buck.

### Режиссёр
- 1994. Babewatch.
- 1994. Babewatch 2.
- 1994. Frankenstein.
- 1995. Babewatch 3.
- 1995. Babewatch 4.
- 1996. Babewatch 5.
- 1996. Babewatch 6.
- 1997. Babewatch 7.
- 1998. Babewatch 8.
- 2001. Babewatch 13.
- 2004. Beach Patrol.

## Награды
- 1987. Премия AVN лучшему актеру (видео) за фильм «Rockey X»[3].
- 1992. Премия AVN лучшему актеру (фильм) за фильм «Roxy»[3].
- 1995. Премия AVN лучшему актеру (фильм) за фильм «No Motive»[3].